# アトミック・シティ (U2の曲)
「アトミック・シティ」（Atomic City）は、U2が2023年に発表した曲で、シングルリリースされた。

## 概要
2023年から2024年にかけてラスベガスのスフィアで行われたこけら落とし公演「U2:UV アクトンベイビー・ライブ・アット・スフィア」のプロモーション用に作られた曲。和訳付きPVも公開された。
この曲は、Blondie、ジョルジオ・モロダー、The Clashとなどの1970年代のポスト・パンク・ミュージックへのオマージュであり、リリース後、コーラスの部分がBlondieの「Call Me」と類似しているという指摘がSNS上で上がったことから、「Call Me」の作曲者であるデボラ・ハリーとジョルジオ・モロダーが、新たにこの曲の作曲者としてクレジットされた。
歌詞の内容は「オーディエンスへのラブソング」であり、タイトルは1950年代に核観光の中心地だったラスベガスのニックネームから取られている。

## PV

### Official Video
- 監督：ベン・クッチンス
- ロケ地：ラスベガス
- 撮影日：2023年9月16日
- リリース日：2023年9月29日

深夜のラスベガスに突然登場して行ったサプライズ公演の模様が使われている。場所は以前「I Still Haven't Found What I'm Looking For」のPVを撮影したフリーモント・ストリート周辺。腰の手術から回復中で、「U2:UV アクトンベイビー・ライブ・アット・スフィア」には欠席したドラマーのラリー・マレン・ジュニアも撮影に参加した。

### 2024 Grammy Performance Video
- 監督：ベン・クッチンス
- ロケ地：ラスベガス
- 撮影日：2023年9月16日
- リリース日：2024年2月23日

2024年2月4日に開催された第66回グラミー賞のテレビ中継で放映され、スフィアでのパフォーマンスの史上初のテレビ中継となった。パフォーマンス終了後、バンドは授賞式に参加し、最優秀ポップ・ヴォーカル・アルバム賞を受賞したのはテイラー・スウィフトの『ミッドナイツ』であることを発表した。

## チャート
アメリカでは初週に110万ストリーミング、3,329枚を売り上げた。ビルボードのオルタナティヴ・デジタル・ソング・セールス・チャートでは初登場1位を獲得し、U2にとって2011年のチャート開始以来初の首位を獲得した。
この曲はビルボードの他のチャートにも登場し、オルタナティヴ・エアプレイ・チャートでは15位を記録、同チャートにおけるU2の記録を43に伸ばした。これによりU2は、1988年にオルタナティヴ・エアプレイ・チャートが始まって以来、Red Hot Chili Peppersと Depeche Modeと並んで、毎10年このチャートに登場した3組目のアーティストとなった。 この曲はメインストリーム・ロック・エアプレイ・チャートでも35位を記録し、U2の同チャートへのランクイン記録を51に伸ばした。
またアダルト・オルタナティヴ・チャートでは1位を獲得し、バンドにとって14曲目の1位となり、Coldplayを抜いて史上最多となった。ロック＆オルタナティヴ・エアプレイ・チャートでは、この曲はU2にとって2009年のチャート開始以来最高位となる5位でデビューした。

## リミックス
- Atomic City (David Guetta Remix)